# Registro Nacional de Usuarios de Telefonía Móvil

## Descripción
El Registro Nacional de Usuarios de Telefonía Móvil (RENAUT) fue un registro de usuarios de teléfonos móviles en México para enfrentar, prevenir y atender delitos como secuestros o extorsiones en los que se utilizaran teléfonos celulares. Con este mecanismo, los usuarios de teléfonos celulares necesitaban registrar sus líneas de teléfonos móviles utilizando su CURP. 

## Historia

### Propuesta de ley
El 20 de agosto de 2008, la senadora del Partido Revolucionario Institucional (PRI) María Elena Orantes López presentó un proyecto de decreto para añadir un inciso d) al artículo 16 de la Ley Federal de Telecomunicaciones y artículo 390 del Código Penal mexicano, que se turnó a las comisiones de Justicia, de Comunicaciones y Transportes y de Estudios Legislativos de la Cámara de Senadores. En su exposición de motivos, la senadora hizo énfasis en las extorsiones realizadas vía telefónica. A su vez, la diputada del Partido Verde Ecologista Gloria Lavara Mejía presentó una propuesta similar relacionada con la creación de un registro nacional de líneas celulares que fue turnada a la Comisión de Justicia de la Cámara de Diputados.

### Entrada en vigor
El 9 de febrero de 2009 el Diario Oficial de la Federación publicó el decreto en el que se reformó la Ley Federal de Telecomunicaciones y creó el Registro Nacional de Usuarios de Telefonía Móvil. En mayo de 2009, el mismo diario publicó las Reglas del RENAUT que aprobó el Pleno de la Comisión Federal de Telecomunicaciones. En dichas reglas, se aprobó el uso de la Clave Única de Registro de Población (CURP) como medio de identificación. El registro se hacía mediante el envío de un mensaje de SMS con la información de la CURP del usuario.
El 10 de abril fue la fecha límite para que los usuarios registraran sus líneas, con la consecuencia de que quedaran inhabilitadas si no lo hacían.

### Desaparición
El 29 de abril de 2011 el Senado de México aprobó reformas al Código Penal y a la Ley Federal de Telecomunicaciones que como consecuencia llevaron a la desaparición del RENAUT por considerarlo un mecanismo que no funcionó desde su creación.  El 15 de junio de 2012, desde las instalaciones de la Secretaría de Gobernación, se destruyó la base de datos y todos los registros asociados al RENAUT.

## Críticas
El registro no representó ninguna diferencia, creciendo las denuncias de extorsiones entre diciembre de 2009 a enero de 2010 un 26 por ciento respecto al mismo periodo del año anterior. La medida era fácil de burlar, ya que no había ninguna medida de comprobación de identidad más allá de la CURP y se podía utilizar la CURP de otras personas. En abril de 2010, se reportó que 12 mil celulares se habían registrado a nombre del Presidente de México Felipe Calderón Hinojosa, así como el de otros políticos y personalidades cuya CURP fue difundida.
Poco después de su creación, se filtró la información siendo posible comprar la base de datos completa del Renaut. También surgieron rumores de que la base de datos se vendía en Tepito, pero el jefe de la Unidad de Servicios a la Industria de la Comisión Federal de Telecomunicaciones Rafael Eslava Herradas negó estas declaraciones.

## Renaut 2.0
En diciembre de 2020, fue presentado por Mario Delgado Carrillo, del partido Movimiento Regeneración Nacional, una iniciativa en la cámara de diputados para crear «base de datos integrada por la información que de cada línea telefónica». El 16 de abril se aprobó la creación del Padrón Nacional de Usuarios de Telefonía Móvil. Medios de comunicación y organizaciones civiles llamaron a esta propuesta como Renaut 2.0.